# Futbol (videojuego)
El videojuego "Balompie", finalmente comercializado como "Futbol", es el primer videojuego desarrollado en España. Fue sacado a la venta el 6 de septiembre de 1976 por la primera empresa española desarrolladora de videojuegos, "TOGISA,S.A.", para la videoconsola inalámbrica de cartuchos desarrollables "Teletenis multijuegos".

## Controversia
Ha habido otros videojuegos también con mérito a los que se les atribuye erróneamente ser el primer videojuego español, como son: "La pulga", de 1983 (7 años después de "Futbol"), "Destroyer", de 1980 (4 años después de"Futbol"), "el paracaidista", de 1979 (3 años después de "Futbol"), o "ping pong", de 1977 (1 año después de "Fútbol"). Estos dos últimos no llegaron a comercializarse.
La empresa desarrolladora de videojuegos TOGISA, S.A. fue registrada con el número N0076150, el día 13-5-1976 y estaba dedicada al desarrollo de videojuegos, así como a su fabricación y comercialización. Testigo de ello es la revista de electrónica MERCATRONIC, que la menciona en un artículo del 1-1-1978, tras haber finalizado la fabricación del sistema multijuegos, presentando sus nuevos modelos compactos: "... es de señalar que Togisa es una empresa, ubicada en Valencia, que se ha constituido para el desarrollo, fabricación y comercialización de videojuegos."

## Historia
En 1976, un equipo de ingenieros españoles dedicados a la telecomunicación creó, en el taller de formación profesional de radiotransmisiones de Valencia, un sistema de videoconsola y videojuegos propio: el sistema multijuegos. Todas las arquitecturas anteriores eran diferentes a la de la videoconsola multijuegos, que era de diseño original, propio y genuino. Le incorporaron además una antena de radiotelevisión para hacerla totalmente inalámbrica.
Se anunciaron 8 cartuchos de videojuegos, de los cuales 6 salieron al mercado al mismo tiempo que la videoconsola. Uno de ellos fue el primer videojuego diseñado, desarrollado y creado en España: el videojuego "Futbol".
Este videojuego, que inicialmente se llamó "Balompie", salió finalmente a la venta con el nombre comercial de "Futbol". Las iniciales de esta nomenclatura previa  "B-P", quedaron tipografiadas en los circuitos impresos.
En esa época, fue habitual que otros creadores españoles comenzaran también en escuelas de radiotransmisiones, como fue el caso  del diseñador del videojuego "El fin del tiempo": "... me fui a la mili, al Regimiento de Transmisiones del Pardo, Madrid. Cumpliendo el servicio militar hice un curso de radio."

## Antecedentes
Anteriormente al sistema Teletenis Multijuegos, habían aparecido en el mundo ya unas 15 videoconsolas de las cuales, solo 2 eran de cartuchos desarrollables (Alemania) y solo una era inalámbrica (Japón) aunque mediante una antena receptora especial acoplable al televisor. Las tres carecían de chip dedicado. Ninguna de estas arquitecturas anteriores era igual a la de la videoconsola "Teletenis Multijuegos".
La primera de estas tres videoconsolas, fue la primera videoconsola de cartuchos desarrollables del mundo, "Tele-Spiel", de Philips, por entonces con sede en Alemania, y que había comprado a "Magnavox". Esta desarrolló y sacó a la venta 5 cartuchos de videojuegos, con efectos especiales pioneros y únicos. La segunda videoconsola de cartuchos desarrollables fue "Video 2000" de Intertron, también alemana y con licencia de Philips. Esta desarrolló 5 cartuchos entre los cuales figuraba el único en el mundo con marcador de puntos a modo de cuadrados pequeños.

## Diseño del videojuego
En el diseño del videojuego de TOGISA, S.A. las líneas de las porterías eran anchas, rellenando los espacios entre ellas y los extremos de la pantalla. Sus características propias más destacadas eran esas porterías gruesas y su "efecto poste" que redirigía el balón hacia gol.
Los elementos que aparecían en pantalla eran: dos jugadores, dos paredes verticales con sus respectivos huecos de portería y un balón.
El videojuego consistía en intentar meter la pelota en la portería contraria. Podían jugar dos jugadores simultáneamente el uno contra el otro y a su vez, cada uno de ellos podía moverse libremente y en todas direcciones por el campo de juego. El balón rebotaba en la parte frontal del jugador y lo traspasaba por la parte posterior.
El recuento de los goles se había de llevar mentalmente o apuntándolo. Si el balón chocaba contra las paredes laterales, se producía un sonido y rebotaba. Si el balón chocaba contra los límites inferior y superior, este se salía del campo de juego. Finalmente, si el balón chocaba en las paredes cerca del hueco, es decir en el poste, se redirigía hacia gol. 
Los otros 5 juegos que acompañaron desde el principio a "Futbol",  eran muy similares a los que ya existían en otras videoconsolas del mundo, aunque con ligeras variaciones en el tamaño de jugadores, pelota, línea, etc. Estos 5 juegos eran de diseño ajeno pero libre de ser copiado según la legislación española en ese momento, al haberse convertido en dominio público por haber sido publicados tutoriales sobre cómo construirlos en varias revistas de electrónica.
Para crear un efecto comercial, estos otros juegos fueron etiquetados del número 1 al 5 como antesala del mejor videojuego que era el "Futbol", etiquetado con el número 6. Los 6 cartuchos salieron a la venta al mismo tiempo.
Este videojuego "Futbol", fue el más avanzado de los 6 y precisó de 4 circuitos integrados dentro del cartucho.
El cartucho tenía escrito en su interior con estaño el modelo de la placa utilizada para el circuito impreso y las iniciales del título del juego. Asimismo, constaba de los mencionados cuatro circuitos integrados de puertas lógicas, con fechas de fabricación de 1974 a 1976, resistencias, condensadores y diodos Zener con germanio.La placa era de 47 pines, cantidad diferente a la de los otros dos sistemas de cartuchos desarrollables que existían en ese momento.
Los condensadores eran de la marca española "Bianchi", la placa era de baquelita C y los circuitos impresos eran de una sola capa hechos a mano. El zócalo de la videoconsola donde se conectaba el cartucho era de la marca española "Reshispan".
Su carcasa tenía un diseño único, asimétrico en un lateral para su correcta introducción en el zócalo de la videoconsola y con zonas rugosas a sus lados para el mejor agarre con la mano en el proceso de introducción/extracción.
La caja del cartucho llevaba dentro un folleto con instrucciones y publicidad del resto de videojuegos. En su exterior figuraba escrita la marca y el logotipo de la videoconsola.
En la etiqueta, el número de cartucho estaba escrito con el tipo de letra "Timbal", muy utilizada al principio de los años 70 en el comercio del juguete y de la electrónica. Internacionalmente, este tipo de letra es conocido como "Jackson MN".
Tres carátulas diferentes fueron diseñadas para este videojuego y dibujadas a mano. Una de ellas estaba dibujada en el folleto del juego y las otras dos en la caja y en el folleto de la videoconsola.

## Distribución
Los videojuegos se vendieron por toda España en tiendas de electrónica, jugueterías (una de las cuales pertenecía a socios fundadores) y grandes superficies (una de las cuales fue "Continente").
El precio de venta al público del cartucho fue de 500 pesetas, mientras que la videoconsola inalámbrica costaba 6500 pesetas.

## Cronología
- 13 de Mayo de 1976: Se creó la primera empresa española desarrolladora de videojuegos:[1][2] 7 personas de 4 familias españolas registraron la empresa TOGISA, S.A. dedicada la desarrollo de videojuegos, así como a su fabricación y comercialización. La marca era acrónimo de los apellidos de las tres mujeres fundadoras.

- 3 de Junio de 1976: La videoconsola con su sistema inalámbrico fue patentada por uno de los miembros fundadores de TOGISA, S.A.[1]

- 6 de Septiembre de 1976: Salió a la venta el primer videojuego español, "Futbol", junto con la videoconsola "Teletenis multijuegos" y otros 5 videojuegos.

- 31 de marzo de 1977: Se finalizó la fabricación de la videoconsola y sus cartuchos, ya que el chip "pong", también llamado "dedicado" o "todo en uno", era mucho más fiable, completo y barato. TOGISA, S.A. continuó a partir de ese momento con los siguientes modelos:[9] "Multicompact" (posteriormente se le cambió el nombre a "Compact"), "Minicompact" (posteriormente se la cambió el nombre a "Mini") y "Compact Color Videogame". Asimismo TOGISA, S.A. tematizó modelos para que se vendieran bajo las marcas Bianchi y Scröner, e.s.a. así como diversas "light guns" para acoplar a sus videoconsolas y a las de otras marcas.